# Non volere volare
Non volere volare (Northern Comfort) è una commedia del 2024, scritta e diretta da Hafsteinn Gunnar Sigurðsson.

## Trama
Sarah, Edward, Alfons e Coco sono quattro viaggiatori aerofobici che hanno frequentato un corso apposito per superare la loro paura. L'ultimo step previsto è un viaggio andata/ritorno alla volta dell'Islanda.

## Produzione
Le riprese si sono svolte durante il periodo della Pandemia di COVID-19. Le sequenze iniziali sono ambientate all'interno del Aeroporto di Londra-Gatwick. 
Il regista Sigurðsson ha raccontato, durante un'intervista, di essersi ispirato ad un fatto personale per la realizzazione del soggetto. La sceneggiatura è stata concepita a fine 2018.

## Distribuzione
Presentato in anteprima mondiale al South by Southwest, il film è stato distribuito nei cinema islandesi il 13 settembre 2023. 
In Italia, l'uscita del lungometraggio è prevista il 18 aprile 2024.

## Riconoscimenti
- 2024 - Premio Edda
  - Candidatura Migliori Effetti Speciali